# 札嘎其站
札嘎其站（：／ Jagalchi yeok */?）是釜山地鐵1號線沿線的一座地下車站，位於大韓民國釜山廣域市中區南浦洞和西區忠武洞的交界處。

## 車站結構
站體為2面2線側式月台的地下車站，候車月台設有月台幕門，並有9處出口，1、2號出口位於忠武路，3－8、10號出口位於南浦洞。

### 月台配置
| 土城 ↑ |
| \| 上  |
| ↓ 南浦 |

| 月台 | 路線               | 目的地                 |
| ---- | ------------------ | ---------------------- |
| 上行 | ●釜山都市铁道1号线 | 多大浦海水浴場方向     |
| 下行 | ●釜山都市铁道1号线 | 釜山站、西面、老圃方向 |

## 歷史
- 1988年5月19日：落成啟用。

## 車站周邊
- 札嘎其市场
- 國際市場
- PIFF廣場
- 新東亞漁市場
- 釜山共同漁市場
- 釜山劇場（朝鲜语：부산극장）
- 新天地百貨
- 寶水洞二手書街

## 圖片

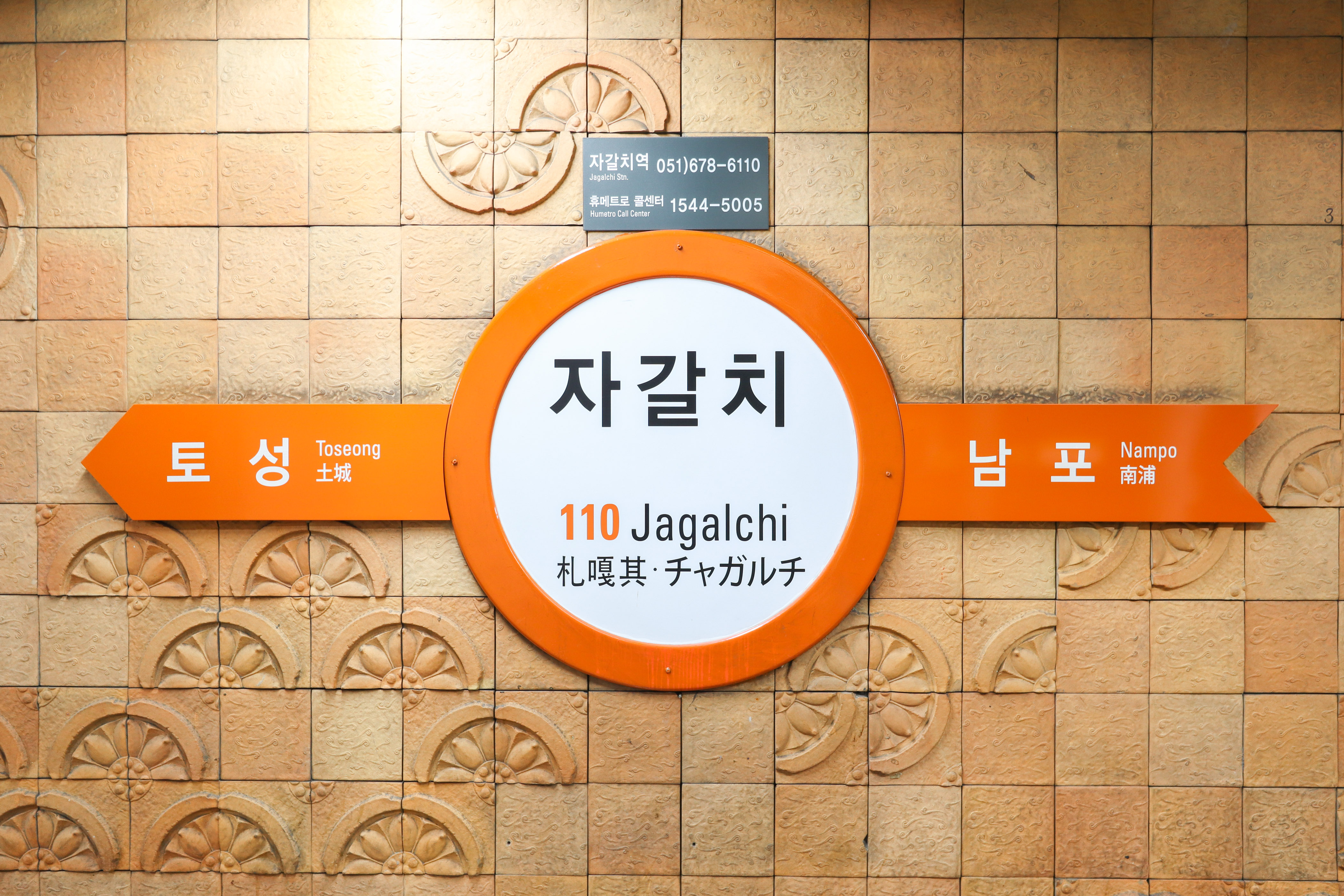
站名牌
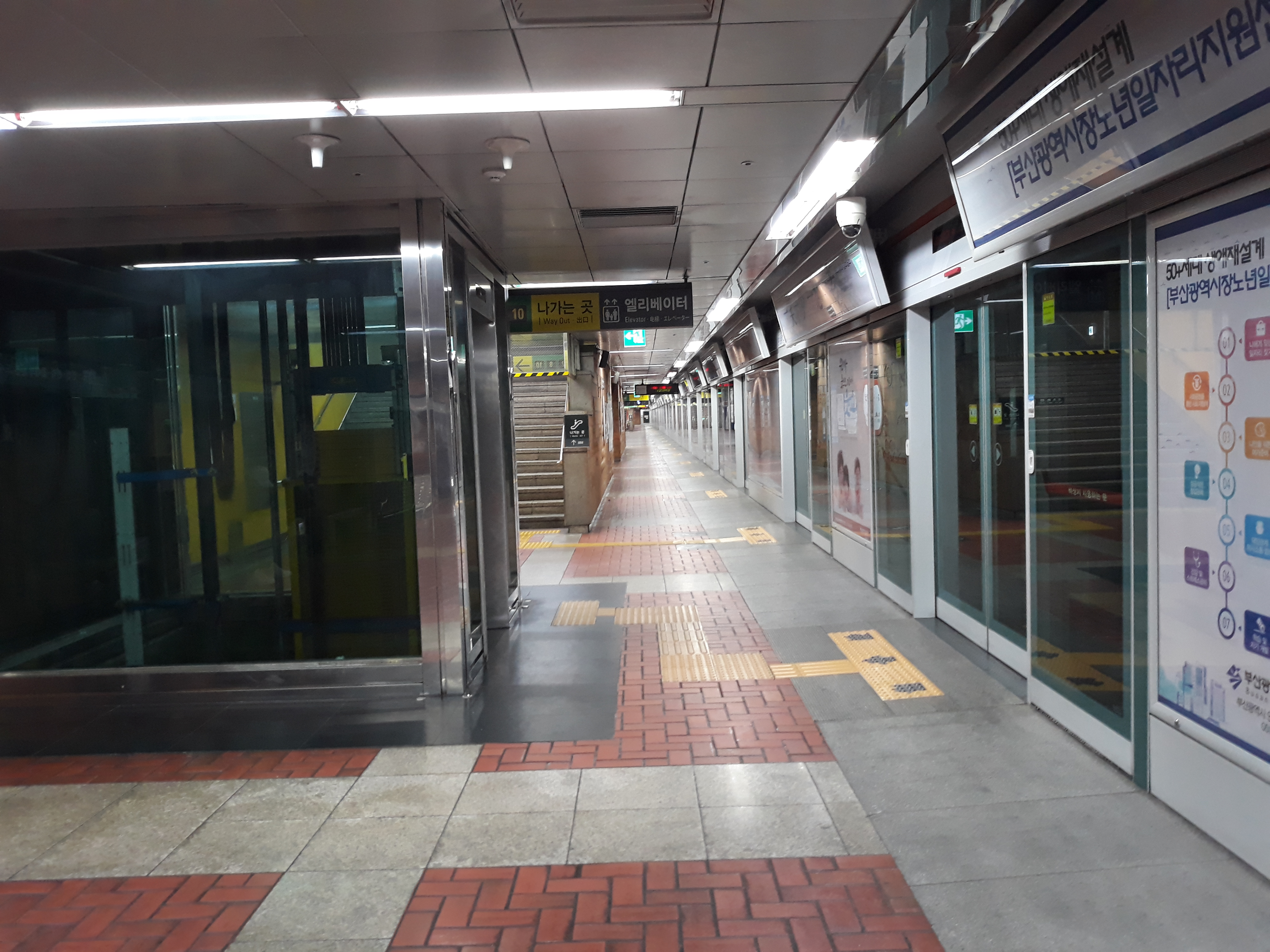
候車月台
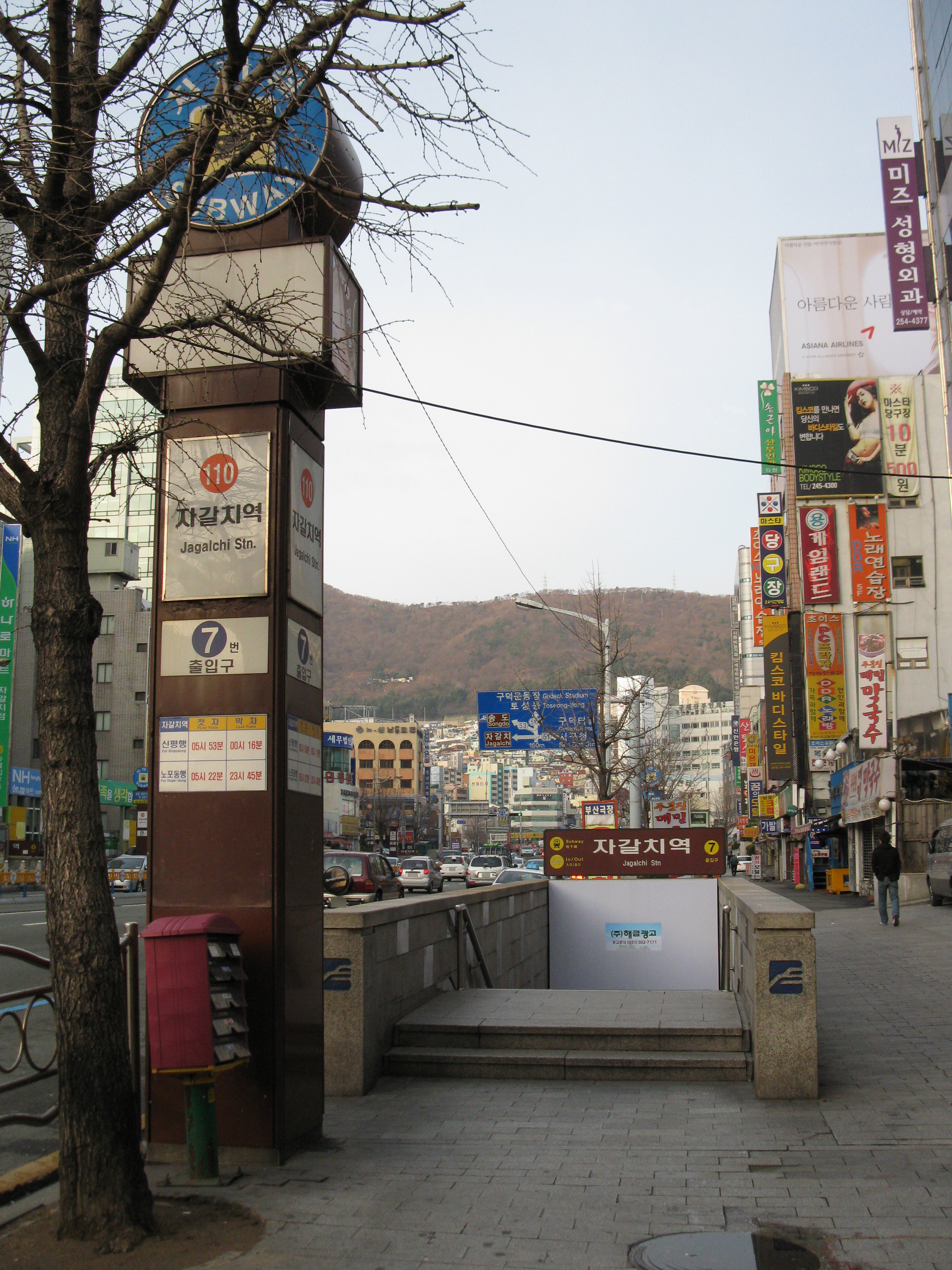
7號出口

## 相鄰車站
釜山交通公社
●釜山都市铁道1号线
土城（109）－札嘎其（110）－南浦（111）